# Ibitekerezo
Ibitekerezo est une forme de poésie héroïque épique qui était exécutée à la cour royale du Rwanda précolonial.   
Cette tradition orale raconte l'histoire des dynasties rwandaises sous une forme poétique. C'est l'une des quatre traditions royales majeures du royaume du Rwanda aux côtés de l'ubwiru (rituels royaux) et la littérature orale de forme ubucurabwenge (généalogies royales généralement récitées lors des cérémonies de couronnement) et ibisigo (poèmes royaux). Les ethnographes Jean Hiernaux et Emma Maquet ont enregistré plusieurs ibitekerezo majeurs. 

## Caractéristiques
Les Ibitekerezo étaient des histoires de cour racontées par le chant et accompagnées d'un instrument de musique. Ces poèmes étaient de deux types en fonction de leur composition, soit en vers, soit en prose. Le nom Ibitekerezo est dérivé du verbe kinyarwanda gutekereza, qui signifie « raconter, réfléchir ou considérer »,. 
Avant la colonisation du Rwanda par les Allemands à la fin du XIXe siècle et plus tard par les Belges après la Première Guerre mondiale, l'histoire des héros nationaux du Rwanda était connue du peuple à travers les Ibitekerezo. Les histoires de ces figures de héros comprenaient des événements clés dans les règnes des rois historiques et mythiques de la dynastie Tutsi (ibisigo),, ainsi que les victoires militaires des monarques et les figures guerrières qui ont remporté des batailles majeures pour le roi. Les poèmes ont servi de registres de l'histoire royale et ont été conservés par les bardes de la cour. Les jeunes hommes à la cour en formation pour faire partie de la garde militaire du roi (intore) devaient apprendre ces poèmes dans le cadre de leur introduction dans cette classe privilégiée. Ils devaient également composer des pièces de poésie ayant des qualités esthétiques similaires et mettant l'accent sur la narration.   

## Performances
Les chansons d'ibitekerezo, écrites en vers, étaient jouées de mémoire. En plus de raconter l'histoire des rois et des batailles, les ibitekerezo comprennent des chansons à la gloire du roi actuel ainsi que sur des vaches, qui sont glorifiées dans la société rwandaise traditionnelle. Les Abiru (musicien de cour et ritualistes) étaient principalement responsables de la production et de l'exécution de ces chansons pour divertir et honorer le roi et pour protéger la population en général des mauvais esprits. Ils ont également été joués pour divertir lors de cérémonies de mariage, de récolte et de parade nuptiale. Certains éléments musicaux de la tradition ibitekerezo ont été mélangés à la musique d'église rwandaise moderne.  